# Caecilia pressula
Espèce
Statut de conservation UICN

 DD  : Données insuffisantes
Caecilia pressula est une espèce de gymnophiones de la famille des Caeciliidae.

## Répartition
Cette espèce est endémique du Sud-Ouest du Guyana. Elle se rencontre à environ 250 m d'altitude dans la savane du Rupununi.

## Publication originale
- Taylor, 1968 : The Caecilians of the World: A Taxonomic Review. Lawrence, University of Kansas Press.